# Stéphane Degout

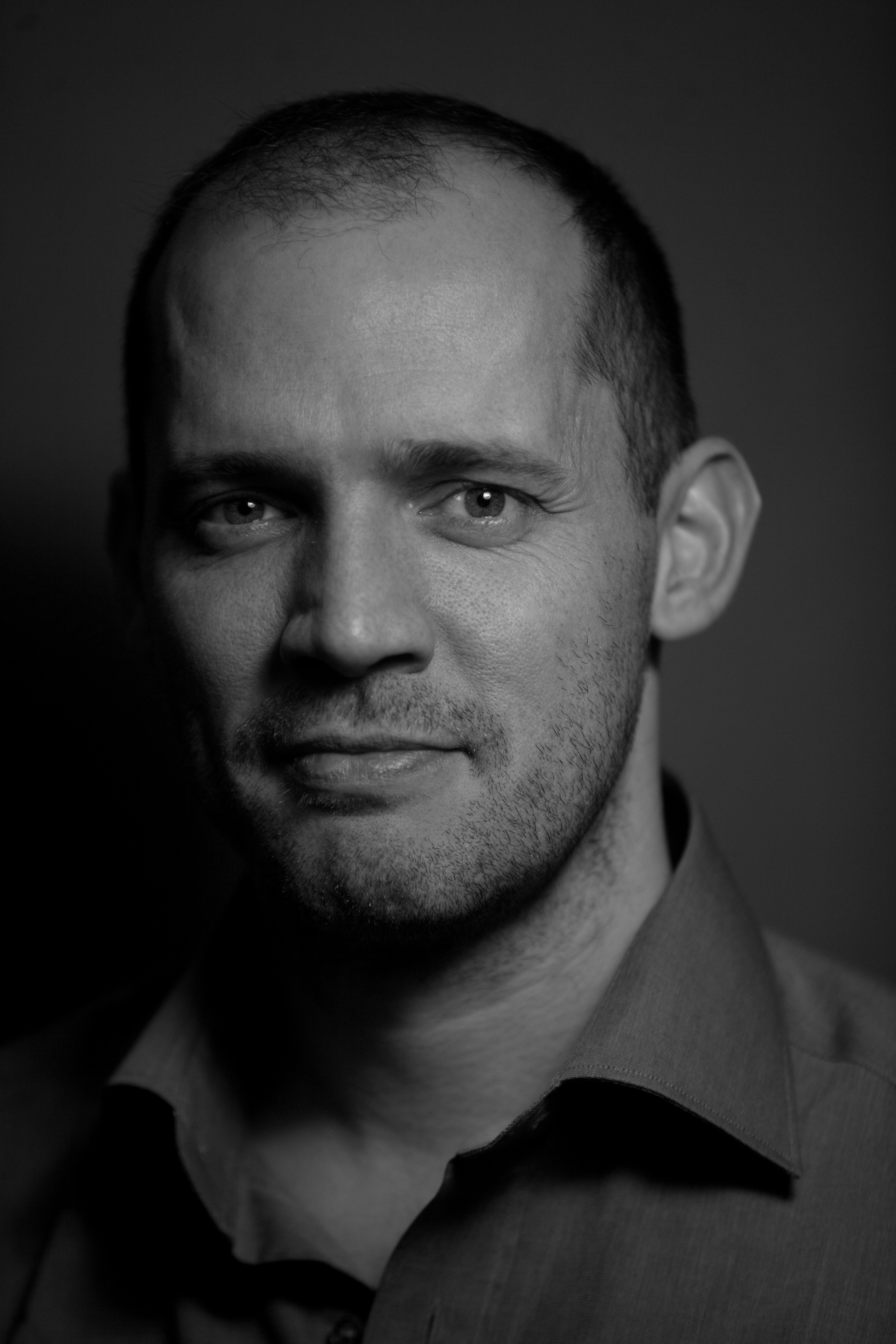
Stéphane Degout, 2010

Stéphane Degout (geboren am 9. Juni 1975) ist ein französischer Opernsänger der Stimmlage Bariton.

## Leben
Degout ist in Saint-Jean-de-Niost aufgewachsen und lebte anschließend bis 1995 in Lyon, wo er seine Gesangsausbildung am Conservatoire National Supérieur de Musique de Lyon absolvierte und anschließend ins Atelier Lyrique de l’Opéra de Lyon aufgenommen wurde.

### Bühnenrollen
Nach seinem triumphalen Debüt als Papageno beim Festival d’Aix-en-Provence 1999 folgten rasch Einladungen an fast alle bedeutenden Opernhäuser der westlichen Welt – die Opéra National de Paris, die Staatsoper Unter den Linden in Berlin, das Théâtre de la Monnaie in Brüssel, das Theater an der Wien, das Royal Opera House Covent Garden in London, das Teatro alla Scala in Mailand, die Lyric Opera of Chicago, die Metropolitan Opera in New York, das Grand Théâtre de Genève und die Bayerische Staatsoper in München, sowie die Festspiele von Glyndebourne, Holland, Orange und Salzburg.
Degout verfügt über ein relativ schmales Repertoire, war aber immer wieder in Modellinszenierungen bedeutender Regisseure und Dirigenten zu sehen und zu hören – beispielsweise als Guglielmo in Patrice Chéreaus Così fan tutte (Aix-en-Provence 2005), in der Titelpartie von Olivier Pys Hamlet (Theater an der Wien 2012) oder als Pelléas in Robert Wilsons Pelléas et Mélisande, einer Inszenierung, die schon 1997 für die Salzburger Festspiele erarbeitet wurde, in die der Sänger aber erst in den 2010er Jahren einstieg. Degout singt weiters Monteverdis L’Orfeo, zwei Rameau-Partien und den Oreste in Glucks Iphigénie en Tauride, Mozarts Papageno, Guglielmo und Conte di Almaviva, den Oronte in Cherubinis Médée, den Raimbaud in Rossinis Le comte Ory und den Mercutio in Gounods Roméo et Juliette, den Wolfram von Eschenbach in Wagners Tannhäuser und den Schaunard in Puccinis La Bohème. Des Weiteren arbeitete er unter anderen mit Katie Mitchell, Joël Pommerat, Robert Wilson, Philippe Jordan und William Christie zusammen.
Eine kontinuierliche Zusammenarbeit verbindet den Sänger mit dem Theater an der Wien, wo er erstmals 2006 in einem Gastspiel von Chéreaus Così fan tutte auftrat, 2007 als Orfeo zurückkehrte, 2009 den Pelléas in einer Laurent-Pelly-Inszenierung (mit Bertrand de Billy am Pult) sang, 2012 den Hamlet kreierte und 2014 einen großen persönlichen Erfolg als Oreste in Iphigénie en Tauride erzielen konnte.

### Als Konzertsänger
Degout gibt regelmäßig Liederabende in Paris, Montpellier, Brüssel, London, Rom, Berlin, Amsterdam und New York. Er singt regelmäßig mit dem Chicago Symphony Orchestra unter Riccardo Muti. Zu den wenigen Chor-Orchesterwerken, die Degout zu seinem Repertoire zählt, gehören Faurés Requiem und Brahms’ Deutsches Requiem. Letzteres hat er jedoch gleich zweimal aufgenommen, einmal in einer Klavier- und einmal in einer Orchesterfassung.
2011 sang er unter René Jacobs konzertant die Titelpartie in Orlando paladino (in Edinburgh und Brüssel), 2013 unter Colin Davis den Joseph in L’enfance du Christ (in Paris).

## Auszeichnungen
- 2002: Zweiter Preis beim Operalia-Wettbewerb[1]
- 2012: Chevalier de l'Ordre des Arts et des Lettres
- 2012: Victoires de la Musique Classique, Lyrical Artist of the Year
- 2013: Österreichischer Musiktheaterpreis, Nominierung in der Kategorie Beste männliche Hauptrolle (Hamlet im Theater an der Wien)
- 2014: International Opera Award, Nominierung als bester Sänger
- 2016: International Opera Award, Nominierung als bester Sänger

## Diskographie (Auswahl)

### Opern
- Debussy: Pelléas et Mélisande. D: Bertrand de Billy, R: Laurent Pelly. Mit Natalie Dessay (Mélisande), Marie-Nicole Lemieux (Geneviève), Beate Ritter (Yniold), Laurent Naouri (Gollaud), Philip Ens (Arkel), Tim Mirfin (le médecin et le berger), Stéphane Degout (Pelléas). (DVD Virgin Classics 2009; Theater an der Wien)
- Debussy: Pelléas et Mélisande. D: Philippe Jordan, R: Robert Wilson. Mit Elena Tsallagova (Mélisande), Anne Sofie von Otter (Geneviève), Julie Mathevet (Yniold), Vincent Le Texier (Gollaud), Franz-Josef Selig (Arkel), Jérôme Varnier (le médecin et le berger), Stéphane Degout (Pelléas). (DVD Naïve 2013; Opéra national de Paris)
- Massenet: Werther. D: Michel Plasson. Mit Susan Graham (Charlotte), Sandrine Piau (Sophie), Thomas Hampson (Werther), Stéphane Degout (Albert). (DVD Virgin Classics 2004; Théâtre du Châtelet, Paris)
- Mozart: Così fan tutte. D: Daniel Harding, R: Patrice Chéreau, mit Ruggero Raimondi (Don Alfonso), Barbara Bonney (Despina), Erin Wall (Fiordiligi), Elīna Garanča (Dorabella), Shawn Mathey (Ferrando), Stéphane Degout (Guglielmo). (DVD Virgin Classics 2005; Festival d’Aix-en-Provence)
- Mozart: Così fan tutte. D: Manfred Honeck, R: Ursula und Karl-Ernst Herrmann. Mit Thomas Allen (Don Alfonso), Helen Donath (Despina), Ana Maria Martinez (Fiordiligi), Sophie Koch (Dorabella), Shawn Mathey (Ferrando), Stéphane Degout (Guglielmo). (DVD DECCA 2006; Salzburger Festspiele)
- Puccini: La Bohème. D: Daniel Oren; Chor und Orchester der Operá Bastille; Rodolfo: Roberto Alagna; Mimì: Angela Gheorghiu; Marcello: Ludovic Tézier; Colline: Erwin Schrott; Schaunard: Stéphane Degout; Musetta: Elena Evseeva. (Lyric 2001)
- Puccini: La Bohème. Bertrand de Billy; Symphonieorchester des Bayerischen Rundfunks; Rodolfo: Rolando Villazón; Mimì: Anna Netrebko; Marcello: Boaz Daniel; Colline: Vitalij Kowaljow; Schaunard: Stéphane Degout; Musetta: Nicole Cabell. (DG 2007; München)
- Rameau: Hippolyte et Aricie. D: William Christie, R: Jonathan Kent. Mit Christiane Karg (Aricie), Ed Lyon (Hippolyte), Sarah Connolly (Phèdre), François Lis (Pluton), Stéphane Degout (Thésée). (DVD Opus Arte 2013; Festival de Glyndebourne)
- Rameau: Les Boréades. D: William Christie, R: Robert Carsen. Mit Barbara Bonney (Alphise), Paul Agnew (Abaris), Laurent Naouri (Borée), Toby Spence (Calisis), Nicolas Rivenq (Adamas et Apollon), Stéphane Degout (Borilée). (DVD Opus Arte 2004; Palais Garnier, Paris)
- Rossini: Le comte Ory. D: Maurizio Benini, R: Bartlett Sher. Mit Juan Diego Flórez (le Comte Ory), Diana Damrau (La Comtesse Adèle), Joyce DiDonato (Isolier), Michele Pertusi (Le Gouverneur), Susanne Resmark (Dame Ragonde), Monica Yunus (Alice), Stéphane Degout (Raimbaud). (DVD Virgin Classics 2011 oder 2012, Live aus der Metropolitan Opera)

### Chor/Orchesterwerke
- Brahms: Ein deutsches Requiem, Op. 45. Klavierversion mit Boris Wadimowitsch Beresowski, Sandrine Piau, Brigitte Engerer. D: Laurence Equilbey. (Naive 2003 oder 2004)
- Brahms: Ein deutsches Requiem. D: Yannick Nézet-Séguin. Mit Elizabeth Watts, London Philharmonic Orchestra. (London 2009)
- Fauré, Requiem. D: Laurence Equilbey. Mit Sandrine Piau. (Naïve 2008; Paris)

### Weitere Aufnahmen
- Mélodies, französische Lieder, mit Hélène Lucas (Klavier). (Éditions Naïve 2011)
- Une Fête Baroque, Konzertmitschnitt anlässlich des zehnjährigen Bestehens von Le Concert d'Astrée. D: Emmanuelle Haïm. (Virgin Classics 2012; Théâtre des Champs-Élysées, Paris)